# Martin Eden (pseudonyme)
Pour les articles homonymes, voir Martin Eden (homonymie).
Cet article court présente un sujet plus développé dans : Thierry Jonquet et David Lansky.
Martin Eden est le pseudonyme collectif pris par Thierry Jonquet et d'autres auteurs anonymes pour écrire les novélisations de la série télévisée David Lansky :
Les Enquêtes du commissaire David Lansky
1. Hong-Kong sur Seine, Presses Pocket n° 3331  (ISBN 2266029703)
2. Prise d'otages, Presses Pocket n° 3334, 1989  (ISBN 2266031406)
3. L’Enfant américain, Presses Pocket n° 3332, 1989 (novélisation de Thierry Jonquet)  (ISBN 2266029711)
4. Mort d’un flic, Presses Pocket n° 3335, 1989  (ISBN 2266031414)
5. Le Gang des limousines, Presses Pocket n° 3333, 1989 (novélisation de Thierry Jonquet)  (ISBN 226602972X)
6. Terreur sur la ville, Presses Pocket, 1989